# Mykola Bychok
Mykola Bychok CSsR (ucraïnès: Микола Бичок; nascut el 13 de febrer de 1980) és un prelat grec catòlic ucraïnès, eparca dels sants Pere i Pau de Melbourne des del 2020. El papa Francesc el va nomenar cardenal el 7 de desembre de 2024, convertint-lo en el membre més jove del Col·legi de Cardenals. És membre dels Redemptoristes.